# Осипова Лука
Осипова Лука — село в Суджанском районе Курской области России. Входит в состав Воробжанского сельсовета.

## География
Село находится на юго-западе Курской области, в пределах Обоянской гряды, в юго-западной части Среднерусской возвышенности, в лесостепной зоне, на правом берегу реки Ворожбы, на расстоянии примерно 13 километров (по прямой) к востоку от города Суджи, административного центра района. Абсолютная высота — 155 метров над уровнем моря.
Климат
Климат характеризуется как умеренно континентальный, с тёплым летом и умеренно холодной зимой. Среднегодовая температура — 5,9 °C. Средняя температура воздуха самого тёплого месяца (июля) — 19,6 °C (абсолютный максимум — 39 °C); самого холодного (января) — −7,9 °C (абсолютный минимум — −37 °C). Безморозный период длится в течение 155 дней. Среднегодовое количество атмосферных осадков составляет 639 мм.
Часовой пояс
Село Осипова Лука, как и вся Курская область, находится в часовой зоне МСК (московское время). Смещение применяемого времени относительно UTC составляет +3:00.

## Население
| 2002 | 2010 |
| ---- | ---- |
| 151  | ↘113 |

Половой состав
По данным Всероссийской переписи населения 2010 года в половой структуре населения мужчины составляли 43,4 %, женщины — соответственно 56,6 %.
Национальный состав
Согласно результатам переписи 2002 года, в национальной структуре населения русские составляли 98 %.

## Инфраструктура
Личное подсобное хозяйство. В деревне 79 домов.

## Транспорт
Осипова Лука находится в 6 км от автодороги регионального значения 38К-028 (Обоянь — Суджа) и на автодороге межмуниципального значения 38Н-504 (38К-028 — Чёрный Олех), в 6,5 км от ближайшего ж/д остановочного пункта 73 км (линия Льгов I — Подкосылев). Остановка общественного транспорта.
В 98 км от аэропорта имени В. Г. Шухова (недалеко от Белгорода).